# Università del Lancashire Centrale
L'Università del Lancashire Centrale (in inglese: University of Central Lancashire), in sigla UCLAN, è un'università con sede a Preston, Lancashire, Inghilterra. Fu fondata nel 1828 ed oggi è la diciannovesima più grande del Regno Unito per numero di studenti.

## Storia
L'Institution for the Diffusion of Knowledge ("Istituzione per la Diffusione della Conoscenza") fu fondata nel 1828 dalla Temperance Society di Joseph Livesey. Questa associazione era nata da un impegno preso da sette uomini di Preston (i cui nomi sono visibili su una targa nella biblioteca dell'università) di non consumare mai più alcolici.
L'istituto fu ospitato in un edificio classico-revivalista su Cannon Street, prima di espandersi con l'aiuto di un avvocato locale, Edmund Robert Harris, che morì nel 1877. L'espansione portò con sé diversi nuovi edifici e così furono abbattute case nella vicina Regent Street. L'istituto divenne un centro regionale per le arti e le scienze.
Come parte delle celebrazioni del giubileo di diamante della Regina Vittoria nel 1897, gli amministratori dell'istituto pagarono l'architetto vittoriano / edoardiano Henry Cheers per progettare la "Victoria Jubilee Technical School" (più tardi conosciuta come Harris Institute e ora conosciuta come l'Harris Building), da costruire su Corporation Street. Il suo obiettivo era fornire ai giovani locali un'istruzione tecnica in tutti i settori. L'edificio era moderno, per il periodo, essendo interamente alimentato dall'elettricità.
L'istituto fu costituito in questo stato fino al 1932 quando cambiò il suo nome per diventare l'Harris Art College. Subì un'ulteriore espansione e nel 1952 divenne l'Harris College. Nel 1973 divenne Preston Polytechnic poi il Lancashire Polytechnic nel 1984. Nel 1992 venne conferito lo status universitario completo e la University of Central Lancashire nacque. Il primo chancellor  dell'università fu Sir Francis Kennedy e gli successe nel 2001 Sir Richard Evans. Nel 2016, Ranvir Singh è diventato il nuovo chancellor dell'Università.
La divisione di giornalismo, ora parte della Scuola di giornalismo e media, è una delle più antiche del paese, essendo parte dell'Harris College nel 1962. Nel 1991 è diventata una delle prime a conferire titoli undergraduate di giornalismo.
Nel 2013 la School of Dentistry e la School of Postgraduate Medical and Dental Education si sono fuse per creare la School of Medicine and Dentistry.